# Uso y habitación
El derecho de uso y el derecho de habitación son derechos reales de características comunes. Si bien suelen regularse conjuntamente, constituyen derechos diferentes. Ambos son derechos personalísimos, intransferibles, y que se otorgan por razón de la persona (normalmente por vínculos familiares o emocionales).

## Derecho de uso
Se entiende por derecho de uso aquel derecho real que legitima para tener y utilizar una cosa o bien ajeno de acuerdo con las necesidades del usuario. Los derechos y obligaciones del usuario se definen en el título constitutivo y, a falta de este, se regulan por lo que la legislación establezca al respecto. 
El derecho de uso puede constituirse sobre cualquier tipo de bien susceptible de uso, ya sean muebles o inmuebles, y pueden ser titulares del derecho de uso tanto personas físicas como jurídicas, si bien en este último caso es necesario establecer un límite temporal. El derecho real de uso solo puede constituirse en favor de personas físicas. Es un derecho personalísimo, que no puede ser enajenado ni tampoco arrendado.  En el derecho español se establece la imposibilidad de ser objeto de hipoteca.
Es más limitado que el usufructo, dado que no da derecho al disfrute o goce (obtención de los frutos) de la cosa. Por ese motivo, un usufructuario podría arrendar la cosa, pero no tiene ese derecho el que ostenta un derecho de uso.

## Derecho de habitación
El derecho de habitación es aquel derecho real que otorga a su titular el derecho a ocupar en un inmueble la parte necesaria para él y su familia, con la finalidad de satisfacer sus necesidades de vivienda. 
Por su naturaleza, sólo puede recaer sobre un bien raíz y, al igual que en el derecho de uso, los derechos y obligaciones se regulan por lo dispuesto en el título constitutivo y, a falta de este, por lo que establezca la legislación que lo regule. 
Únicamente pueden ser titulares del derecho de habitación la persona humana y no puede ser objeto de enajenación o arrendamiento.